# Nyctemera itokina
Nyctemera itokina là một loài bướm đêm thuộc phân họ Arctiinae, họ Erebidae.